# سام رووي
سام رووي (بالإنجليزية: Sam Rowe)‏ هو لاعب كرة قدم أسترالية أسترالي، ولد في 19 نوفمبر 1987 في ألبوري في أستراليا.

## وصلات خارجية
- سام رووي على موقع AustralianFootball.com (الإنجليزية)
- سام رووي على موقع AFLtables.com (الإنجليزية)